# Tone Damli
Tone Damli Aaberge (Sogndal, 12 april 1988) is een Noorse zangeres.

## Achtergrond
Tone Damli Aaberge werd in 2005 bekend als jonge deelneemster aan het derde seizoen van Idol, de Noorse versie van Idols, waarin ze als tweede eindigde. Een jaar later werd ze derde in het tweede seizoen van de Noorse variant van Dancing with the Stars, Skal Vi Danse. In 2009 deed ze mee aan de Norsk Melodi Grand Prix 2009, de Noorse finale voor het Eurovisiesongfestival 2009. Hierin eindigde ze opnieuw als tweede, achter Alexander Rybak.
Ze bracht vier albums uit, Bliss (2005), Sweet Fever (2007), I Know (2009) en Cocool (2010), waarvan Bliss en I Know gouden platen werden.
Damli Aaberge had in 2006 een van de hoofdrolstemmen in Over hekken, de Noorse bewerking van de computeranimatiefilm Over the Hedge.
Ze was van 2009 tot 2013 samen met de Noorse acteur en regisseur Aksel Hennie.

## Albums
- 2005: Bliss
- 2007: Sweet Fever
- 2009: I Know
- 2010: Cocool